# 阿部司
阿部 司（あべ つかさ、1982年〈昭和57年〉6月18日 - ）は、日本の政治家、日本維新の会所属の衆議院議員（2期）、東京維新の会代表。日本維新の会総務会長（第3代）を務めた。

## 来歴
東京都大田区に生まれ、神奈川県横浜市を経て、幼稚園以降埼玉県春日部市で育つ。埼玉県立春日部高等学校を卒業。
2008年、早稲田大学商学部を卒業し、日本ヒューレット・パッカード（外資系IT企業）に入社、営業職を務める。
2015年、青山社中株式会社（政策シンクタンク）に転職し、政党や民間企業に対する政策コンサルティング等に携わる。また、2013年東京都議会議員選挙以降、大学以来の友人である音喜多駿の選挙に携わった。
2020年3月、日本維新の会東京12区支部長に就任。
2021年10月の第49回衆議院議員総選挙では公明党の岡本三成に敗れて次点で落選となったが、重複立候補していた比例東京ブロックで復活し、初当選。維新の党分裂後に結成された現在の日本維新の会としては、1区の小野泰輔と共に東京都内で初めての衆議院での議席獲得となった。
2022年2月15日、新型コロナウイルス感染が確認された。
2024年10月、第50回衆議院議員総選挙でも東京12区から立候補。自由民主党の高木啓に敗れるものの、比例東京ブロックで復活し2回目の当選。11月13日、東京維新の会（維新の東京都総支部）代表に就任。12月2日、前日の日本維新の会代表選挙で当選した吉村洋文大阪府知事による新執行部が発足し、阿部は総務会長に就任。
2025年8月5日、7月の第27回参議院議員通常選挙での維新の不振を受け、前原誠司共同代表ら他の役員3人と共に辞意を表明した。

## 選挙
| 当落 | 選挙                   | 執行日         | 選挙区       | 政党         | 得票数    | 得票率 | 定数 | 得票順位 /候補者数 | 政党内比例順位 /政党当選者数 |
| ---- | ---------------------- | -------------- | ------------ | ------------ | --------- | ------ | ---- | ------------------ | ---------------------------- |
| 比当 | 第49回衆議院議員総選挙 | 2021年10月31日 | 東京都第12区 | 日本維新の会 | 8万323票  | 31.71% | 1    | 2/3                | 1/2                          |
| 比当 | 第50回衆議院議員総選挙 | 2024年10月27日 | 東京都第12区 | 日本維新の会 | 5万2233票 | 25.22% | 1    | 2/4                | 1/2                          |